# باشگاه فوتبال لا ساله
باشگاه فوتبال لا ساله یک باشگاه فوتبال در کاراکاس، ونزوئلا است. این تیم دو بار در لیگ دسته اول فوتبال ونزوئلا قهرمان شده‌است.

## افتخارات
- لیگ دسته اول ونزوئلا: ۲
  - قهرمانی (۲): ۱۹۵۲، ۱۹۵۵
  - نایب قهرمانی (۴): ۱۹۵۰، ۱۹۵۳، ۱۹۵۶، ۱۹۵۷